# Манчестерская ратуша
Манчестерская ратуша (англ. Manchester Town Hall) — ратуша, расположенная в Манчестере и построенная в неоготическом стиле.

## История
Новую ратушу начали строить в 1863 году. После подборки подходящих мест, в том числе и Пикадилли, место, выбранное для новой ратуши, имело странную форму: треугольник с видом на площадь Альберта.
В 1877 году архитектор Альфред Уотерхаус полностью завершил постройку здания ратуши.
Здание является примером викторианского готического стиля возрождения архитектуры; используются темы и элементы английской готики XIII века.

## Соседние достопримечательности
У главного входа ратуши находится скульптура Агриколы; кстати, это он основал Манчестер. В сквере перед зданием стоит памятник принцу Альберту.

## Интересные факты
Над зданием ратуши — башня высотой 85 метров, к тому же имеющая часы. Во время рождественских каникул горожане и гости засматриваются на главную башню здания, на которую вешают надувного Санта-Клауса, огромного по своим размерам.

## Фрески
В зале ратуши стоит орган. Фрески отражают выдающиеся темы викторианского Манчестера: христианства, торговли и текстильной промышленности. Они не являются истинными фресками.

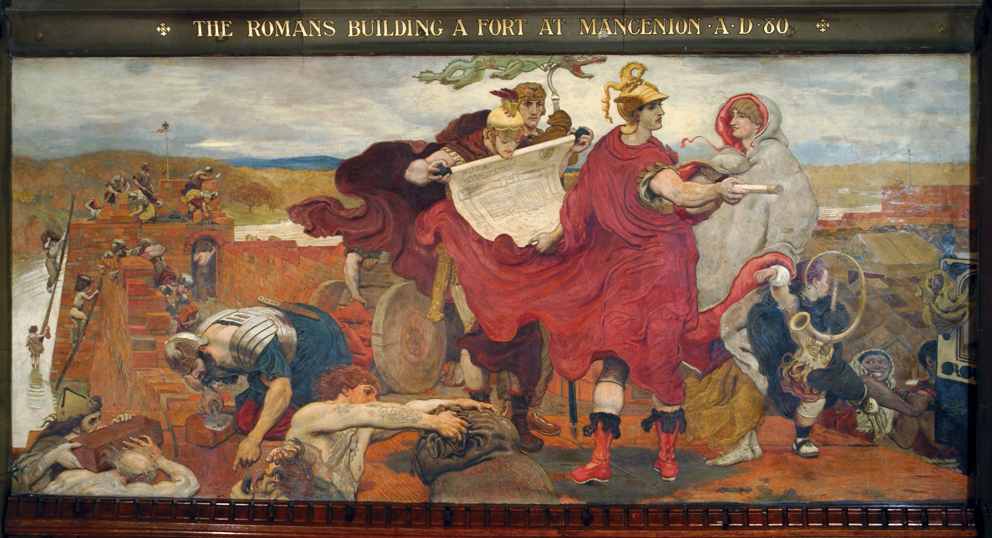
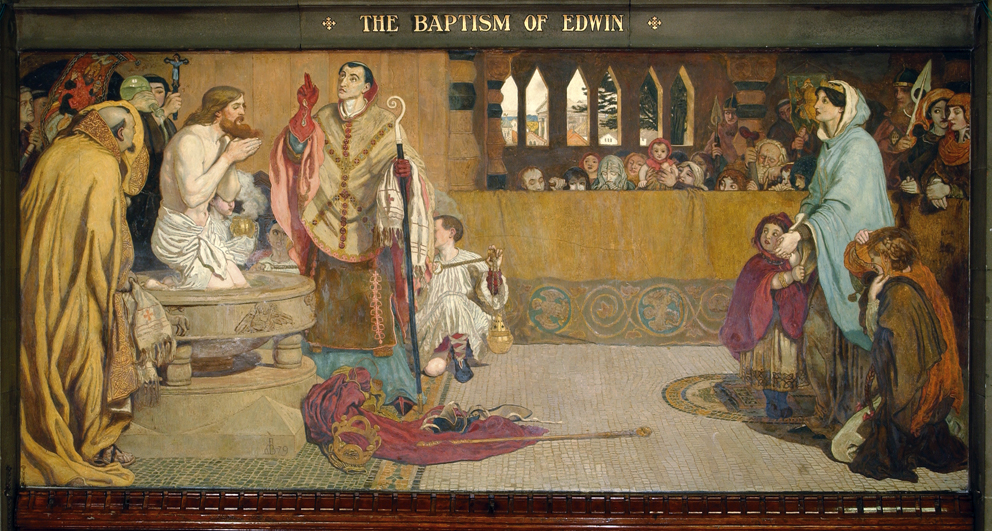
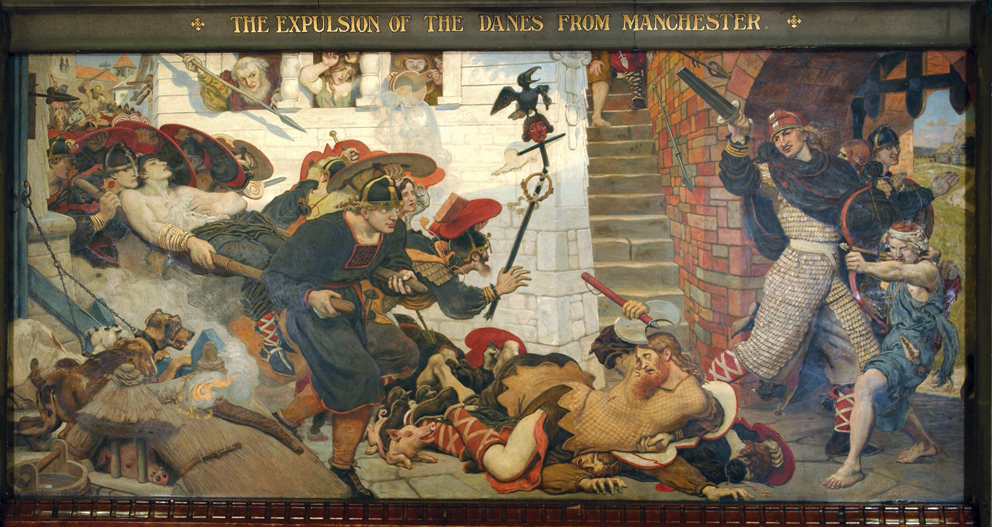
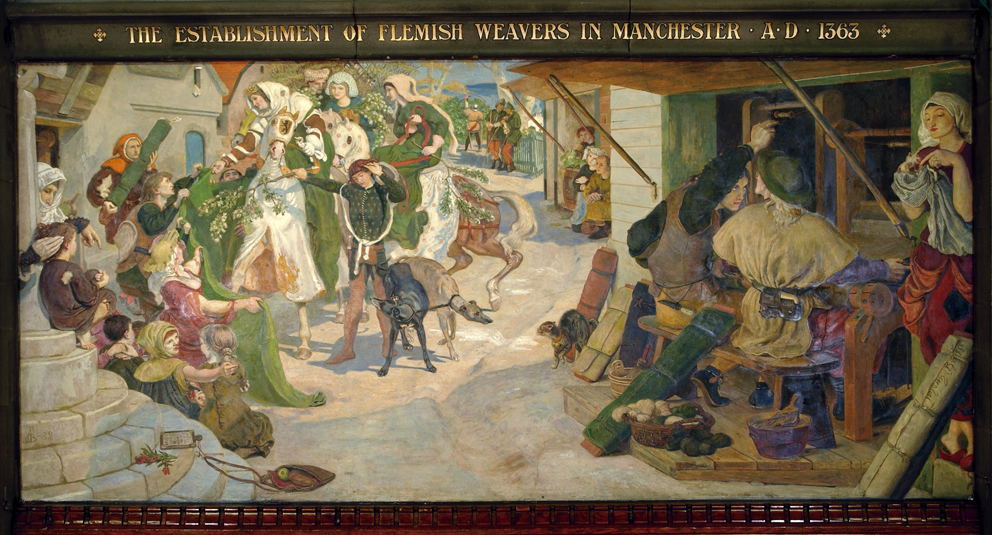
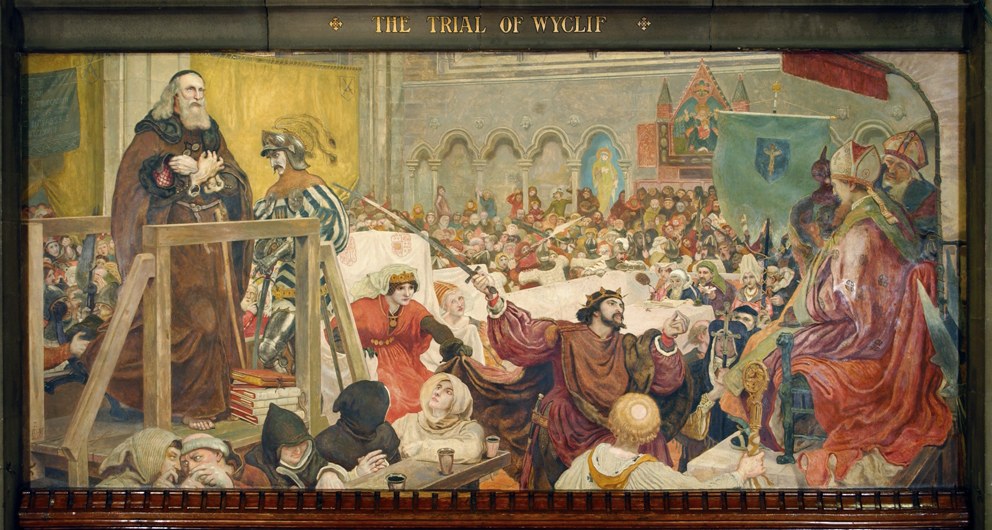
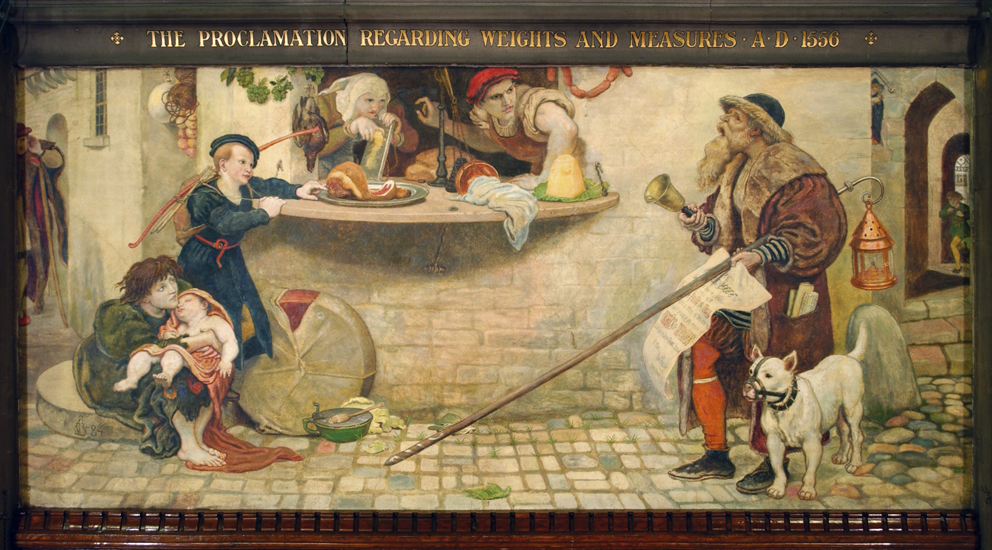
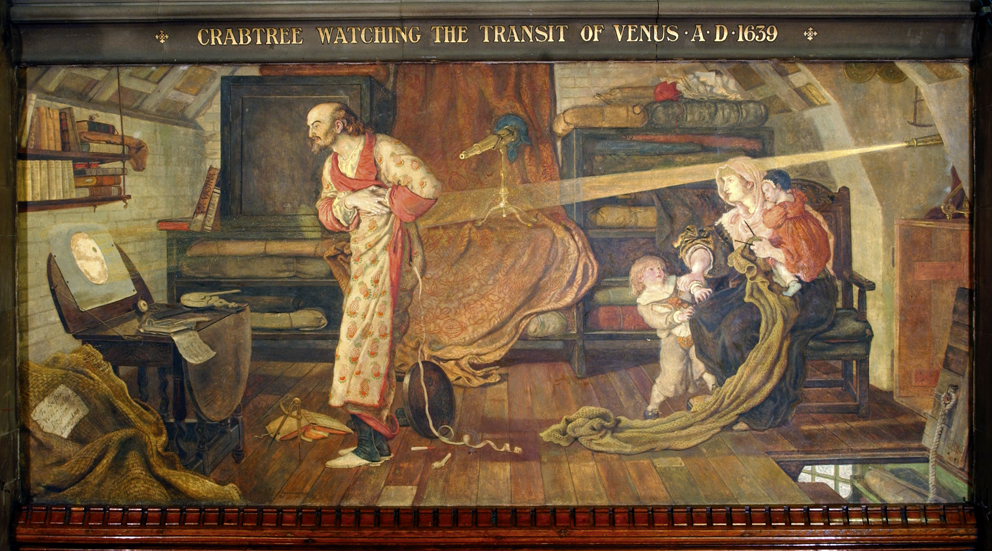
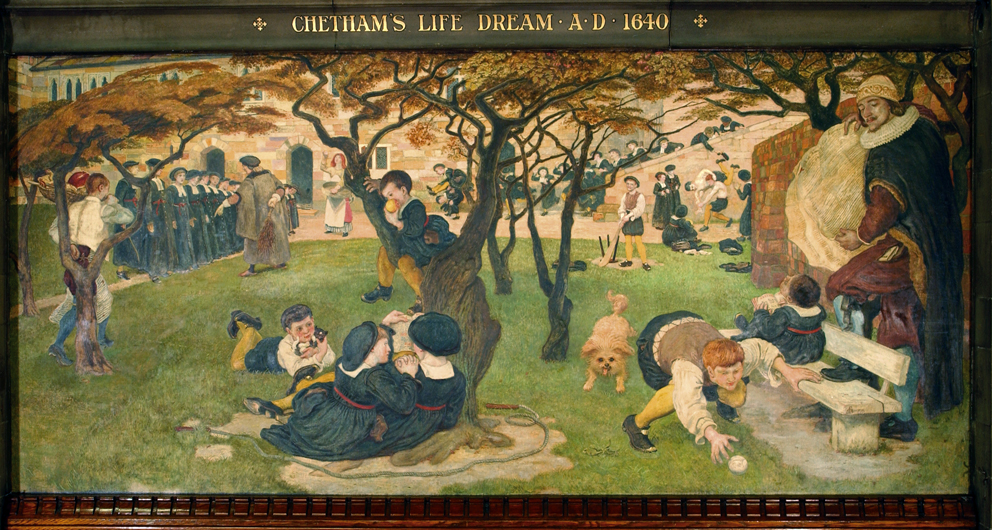
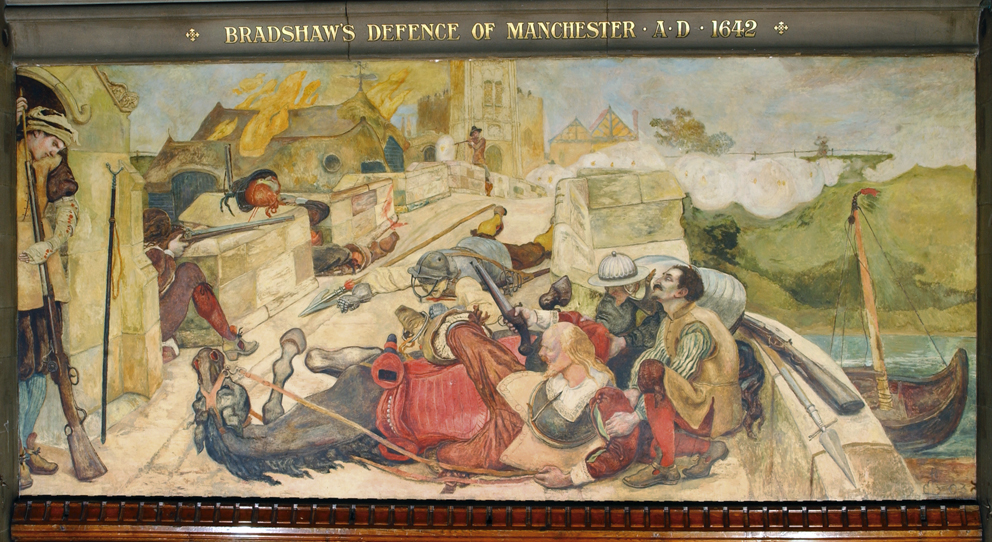
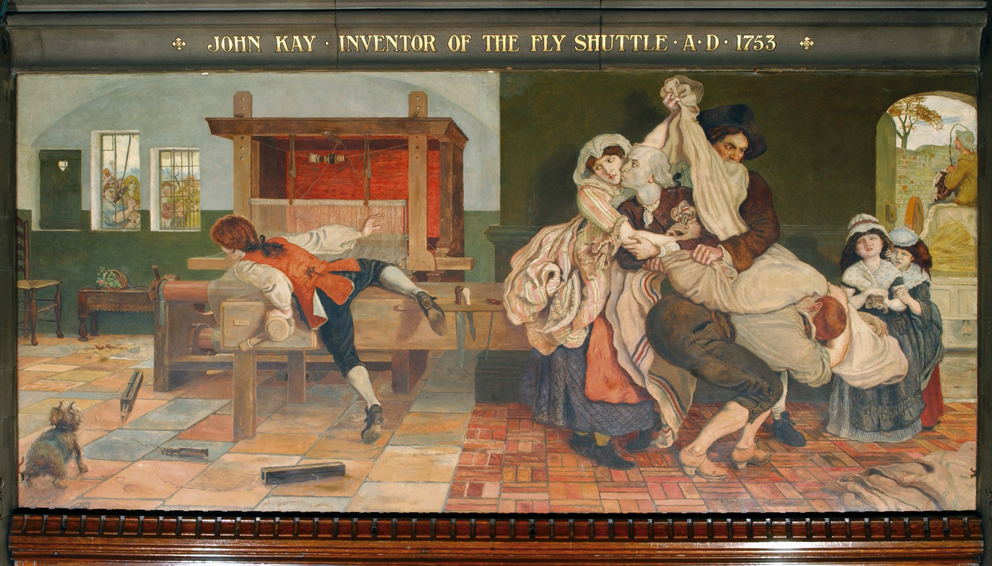
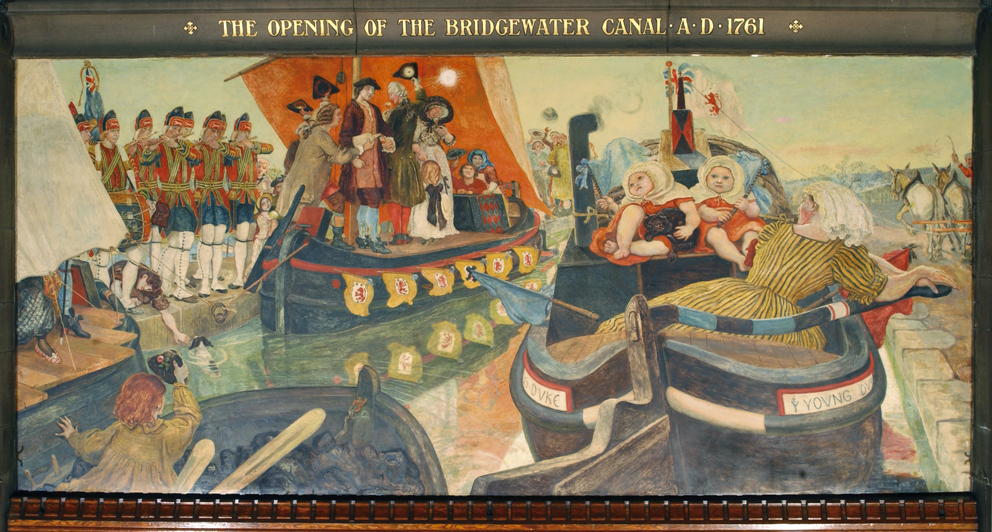
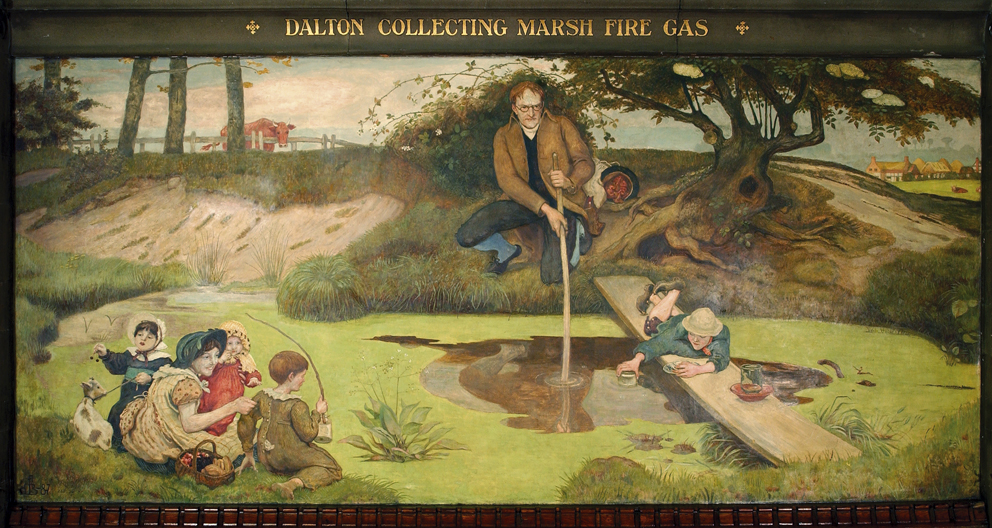